# Chrysobothris fabricii
Chrysobothris fabricii es una especie de escarabajo del género Chrysobothris, familia Buprestidae. Fue descrita científicamente por Saunders en 1871.